# Gilbertiodendron robynsianum
Gilbertiodendron robynsianum är en ärtväxtart som beskrevs av André Aubréville och François Pellegrin. Gilbertiodendron robynsianum ingår i släktet Gilbertiodendron och familjen ärtväxter. Inga underarter finns listade i Catalogue of Life.